# Магха
Магха (санскр. माघ, IAST: Māgha) — индийский поэт, сын Даттаки (Dattaka Sarvacharya). Писал на санскрите. Автор большой искусственной поэмы (кавья), называемой по её сюжету «Шишупала-бадха» («Смерть Шишупалы», на основе второй книги «Махабхараты»), а по имени автора — «Магха-кавья». Магха жил, вероятно, в VII—VIII веках. В «Шишупала-бадха» автором приведены некоторые сведения собственной биографии.